# ليوبولدو أكوستا
ليوبولدو أكوستا هو منافس ألعاب قوى إكوادوري، ولد في 27 يونيو 1962.

## وصلات خارجية
- ليوبولدو أكوستا على موقع الاتحاد الدولي لألعاب القوى (الإنجليزية)
- ليوبولدو أكوستا على موقع أوليمبيديا (الإنجليزية)